# Psylla indicata
Psylla indicata är en insektsart som beskrevs av Yang 1984. Psylla indicata ingår i släktet Psylla och familjen rundbladloppor. Inga underarter finns listade i Catalogue of Life.